# Wang Yumei
Wang Yumei (王玉梅S, Wáng YùméiP; Jinan, 28 ottobre 1934 – Pechino, 13 aprile 2022) è stata un'attrice cinese.
In occasione del centenario della nascita dell'industria cinematografica in Cina nel 2005, la China Film Performance Art Academy l'ha inserita nella lista dei "100 migliori attori in 100 anni di cinema cinese".